# لیانا قازاریان
لیانا قازاریان (ارمنی: Լիանա Ղազարյան؛ زادهٔ ۱۵ فوریهٔ ۲۰۰۰ ) بازیکن فوتبال در پست اهل مدافع ارمنستان است.

## باشگاهی
از باشگاه‌هایی که در آن بازی کرده‌است می‌توان به باشگاه فوتبال زنان آرتیک و باشگاه فوتبال زنان گیومری اشاره کرد.

## تیم ملی
وی همچنین در تیم ملی فوتبال زیر ۱۹ سال زنان ارمنستان و تیم ملی فوتبال زنان ارمنستان بازی کرده‌است.